# Parque de Estacionamento do Terraço do Castelo

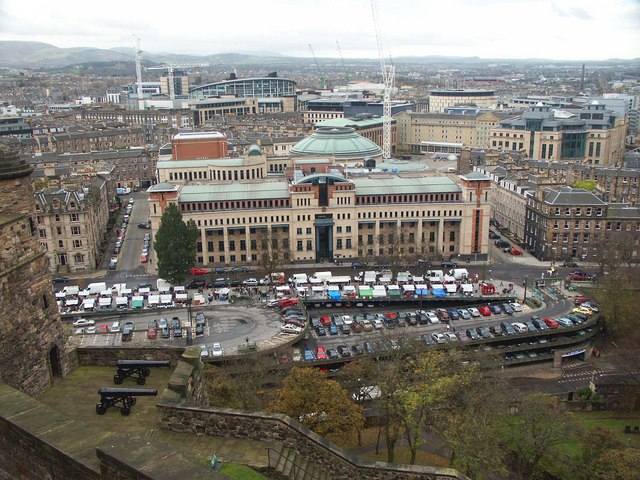
Parque de Estacionamento do Terraço do Castelo e o Centro Comercial Saltire

O Parque de Estacionamento do Terraço do Castelo é um estacionamento em Edimburgo no estilo brutalista que foi designado como um edifício listado em outubro de 2019.
Inaugurado em 1964 e concluído por volta de 1966, é o primeiro estacionamento moderno de vários andares construído na Escócia e um dos primeiros exemplos europeus do modelo de rampa contínua. Permaneceu praticamente inalterado desde 1966 e é conhecido por ter um design sensível para não interferir nas vistas do Castelo de Edimburgo.
Encomendado pela Edinburgh Corporation, o estacionamento foi projectado e construído por Kinnear & Gordon e T. Waller Marwick & Associates entre 1959 e 1966. A rampa contínua foi inspirada num estacionamento construído em Nyropsgade, em Copenhaga, em 1958.
O estacionamento aparece no filme T2 Trainspotting.